# Opinogóra Górna
Opinogóra Górna è un comune rurale polacco del distretto di Ciechanów, nel voivodato della Masovia.
Ricopre una superficie di 139,76 km² e nel 2004 contava 5 986 abitanti.